# Huis Zevender
De Huis (te) Zevender of Hofstede Zevender was een versterkt huis aan de westzijde van het Nederlandse dorp Zevender, in de provincie Zuid-Holland.

## Geschiedenis
Het gebied rondom het veenriviertje de Lobeke (de huidige Lopikerwetering) werd in de 11e eeuw ontgonnen en aan de noordzijde van de Lobeke ontstond de nederzetting Vijftienhoeven. In de 13e eeuw kwam de nederzetting in handen van de familie Zevender. Zowel Vijftienhoeven als de Lobeke zouden uiteindelijk de naam Zevender overnemen. De familie was verwant aan het geslacht Van der Lede dat in de eerste helft van de 13e eeuw bij Schoonhoven een eigen kasteel had gebouwd.

### Versterkt huis
Leden van de familie Zevender bouwden in de 13e eeuw het versterkte huis aan de noordzijde van het riviertje. Vermoedelijk is het huis in de 16e eeuw verdwenen. Het sloopmateriaal zal zijn afgevoerd voor hergebruik elders.
Een kaart uit 1600 toont alleen nog een boerderij op het oostelijke deel van het complex. In de navolgende eeuwen is het terrein in gebruik geweest als weiland en boomgaard, met agrarische bebouwing aan de oostzijde.

## Beschrijving
Het voormalige kasteelterrein is duidelijk herkenbaar in het landschap. Het terrein bestaat uit een hoofdburcht aan de westzijde en een voorburcht aan de oostzijde. Beide zijn door grachten omgeven. In 1995 en 2013 vond er archeologisch onderzoek plaats op het kasteelterrein.
Op de hoofdburcht stond een stenen woontoren van 10 bij 10 meter groot, omgeven door een ronde slotgracht. De toren was gebouwd op een kunstmatige ophoging van kleigrond die mogelijk afkomstig was van het graven van de slotgracht.
Ook de voorburcht was in de 13e eeuw opgehoogd met een kleilaag. Hoewel het gebruikelijk is dat op een voorburcht sprake was van een boerderij en bijgebouwen, zijn er tijdens het archeologisch onderzoek geen resten van teruggevonden.
Het kasteelterrein was mogelijk al eerder dan de 13e eeuw in gebruik, getuige de vondst van een oude sloot die in de 13e eeuw was opgevuld met klei.
Abbenbroek · Abspoel · Adegeest · Slot Alkemade ·  Altena · Arkelsburg · Bellesteyn · Huis ten Berghe · Binckhorst · Binnenhof · Blijdestein · Te Blotinghe · Boekenburg · Boekhorst · Boshuysen · Bulgersteyn · Burcht (Leiden) · Burcht (Voorne) · Slot Capelle · Coebel · Cranenburg · Crayestein · Cronesteyn · Crooswijk · Develstein · 't Huys Dever · Dirks Steenhuis · Ter Does · Duivenstein · Duivenvoorde · Endegeest · Endepoel · Foreest · Giessenburg · Gravensteen · Groot Haesebroek · 's Heeraartsberg · Hof van Wateringen · Holy · Slot Honingen · Kasteel van de Heren van Arkel · Kasteel van Gouda · Keenenburg · Kasteel Keukenhof · Klein Poelgeest · Huis te Langerak · Langestein · Huis te Liesveld · Ter Lips · De Loo · Madeburcht · Marenburch · Meerburg · Huis te Merwede · Huis ter Mey · Kasteel van der Meye · Niemandsvriend · Noordeloos · Oud-Berendrecht · Oud-Poelgeest · Oud Teylingen · Paddenpoel · Persijn · Groot Poelgeest · Hof van Putten · Puttensteyn · Landgoed De Raephorst · Kasteel Ravesteyn · Kasteel van Rhoon · Rijnegom · Rijnenburg · Huis te Riviere · Rodenburg · Hofstad Rodenrijs · Rodenrijs · Rosenburgh · Huis Roucoop · Santhorst · Schelluinderberg · Schonenburg · Kasteel van Schoonhoven · Souburgh · Spangen · Starrenburg · Huis ter Specke · Steenvoorde · Stenevelt · Slot Teylingen · Den Toll · Torenvliet · Slot Valckesteyn · Huis ter Waard · Warmont · Ter Weer · Hof van Wena · Kasteel Westerbeek · Huis te Woude · Kasteel van IJsselmonde · 't Zand · Huis Zevender · Kasteel aan de Zevender · Zijlhof · Zonneveld · Huis Zuidwijk · Zwieten